# محمد بخش
محمد بخش ممثل ومخرج ومنتج سعودي. شارك في الكثير من المسلسلات، من بينها مسلسل «حارة الشيخ»، كما شارك في عدد من الأفلام منها: فيلم «أحلام العصر».

## أعماله

### من المسلسلات
- بائع الأكاذيب (1978).
- محمد رسول الله (1980).
- صور إجتماعية (1980).
- زقزوق وظريفة (1985).
- لا يحوشك حبروك (1985).
- ليالي مقمرة.
- سكة رجوع (1988).
- ليلة هروب (1989).
- شموع السعادة (1990).
- شكراً للظروف (1991).
- وقالت الأصداف (1993).
- البريق (1993).
- أبو حمدان في رمضان (1997).
- الوهم (1997).
- الحجود (1997).
- حكايات على جدران الزمن (2001).
- زمن عماد (2002).[6]
- عندما تغيب الحقيقة (2005).[7]
- عبادة.
- أوراق سجينة (2006).
- صياحة صياحه (2007).
- هوامير الصحراء (2009).
- طاش ما طاش 16 (2009).
- هوامير الصحراء 2 (2010).
- 37 درجة مئوية (2010).
- من عيوني (2010).[8]
- طاش ما طاش 17 (2010).
- هوامير الصحراء 3 (2011).
- طاش ما طاش 18 (2011).
- الساكنات في قلوبنا.
- قول في الثمانيات (2011).
- هوامير الصحراء 4 (2012).
- عيال حارتنا (2012).
- هوامير الصحراء 5 (2013).
- أنت طالق (2013).[9]
- جرذان الصحراء (2014).
- منا وفينا (2015).[10]
- أوراق التوت (2015).
- حارة الشيخ (2016).[11]
- سفر برلك (2023).[12]
- بيت طاهر (2023).[13]

### الأفلام
- ويبقى الحب (1987).
- إنت محبوبي (2010).
- أحلام العصر (2024).[14]

## وصلات خارجية
- محمد بخش على موقع قاعدة بيانات الأفلام العربية